# NGC 3744
NGC 3744 este o galaxie spirală situată în constelația Leul. A fost descoperită în 11 aprilie 1882 de către Édouard Stephan⁠(d).